# Condado de Madison (Kentucky)
El condado de Madison (en inglés: Madison County), fundado en 1786, es uno de 120 condados del estado estadounidense de Kentucky. En el año 2000, el condado tenía una población de 82,292 habitantes y una densidad poblacional de 62 personas por km². La sede del condado es Richmond.

## Geografía
Según la Oficina del Censo, el condado tiene un área total de 1147 km² (442,9 mi²), de la cual 1142 km² (440,9 mi²) es tierra y 5 km² (1,9 mi²) (0.55%) es agua.

### Condados adyacentes
- Condado de Fayette (noroeste)
- Condado de Clark (noreste)
- Condado de Estill (este)
- Condado de Jackson (sureste)
- Condado de Rockcastle (sur)
- Condado de Garrard (suroeste)
- Condado de Jessamine (noroeste)

## Demografía
Según la Oficina del Censo en 2000, los ingresos medios por hogar en el condado eran de $32,861, y los ingresos medios por familia eran $41,383. Los hombres tenían unos ingresos medios de $31,974 frente a los $22,487 para las mujeres. La renta per cápita para el condado era de $16,790. Alrededor del 16.80% de la población estaban por debajo del umbral de pobreza.

## Localidades
- Boonesboro
- Berea
- Richmond
- Waco